# Шенделев, Сергей Викторович
Сергей Викторович Шенделев (род. 19 января 1964, Ленинград) — советский и российский хоккеист и хоккейный тренер. Заслуженный мастер спорта России по хоккею с шайбой (1993).

## Карьера
В чемпионате СССР провёл 307 игр в составе СКА.
С развалом СССР выехал за рубеж: выступал в клубах США и Германии. В АХЛ провёл 31 игру. В чемпионате Германии и DEL 174 игры. Провёл 232 игры во втором дивизионе и 117 игр в третьем дивизионе Германии.
Чемпион мира (1993) в составе сборной команды России в Германии, участвовал в чемпионатах мира 1994 и 1995 годов. Участник Олимпийских игр в Лиллехаммере (Норвегия, 1994). В составе EC Hedos München стал чемпионом Германии в 1994 году.

## Тренерская карьера
С 2012 года на тренерской работе в системе ХК «СКА-Карелия», в 2014 году — главный тренер команды.